# Lill-Abborrsjön, Västerbotten
Lill-Abborrsjön är en sjö i Umeå kommun i Västerbotten och ingår i Umeälven-Hörnåns kustområde.